# UMA
UMA je prvi riječki stoner rock/metal sastav. Sastav obilježava spora i melodična, ali žestoka instrumentalna glazba.

## Povijest
Osnovan je 2010. godine pod imenom Uma Thurman. 
Nenad i Vinko preselili su se jedno vrijeme u Irsku i poveli band sa sobom. Godine 2019. naziv je promijenjen u UMA. Ime su promijenili iz dva razloga: prvi je obilježavanje prekretnice jer je bend napustio Dejan Homolj, idejni začetnik benda, a drugi je predostrožnost na misao da bi ih mogli kontaktirati odvjetnici istoimene glumice i zabraniti korištenje imena.
Prvi je album, također imena Uma Thurman, objavljen 2011. godine. Bio je planiran s vokalnom izvedbom, ali su imali problema s vokalnim izvođačima pa je objavljen kao instrumentalni album. Drugi album sniman je u studiju Palach. Album je objavljen u ožujku 2014. i ponuđen je za besplatno preuzimanje s interneta. Ovaj također instrumentalni album je od starta rađen s namjerom da bude instrumentalni album iz ljubavi prema instrumentalnoj glazbi.
Skupina je izjavila da su albumi snimljeni uživo "zbog osjećaja živosti koji se u današnje tehnološko vrijeme gubi".
UMA je jedno vrijeme na svakom svom koncertu svirala nove skladbe koje publika još nije imala priliku poslušati, pa se tako događalo da je publika znala čuti pjesme koje se još uvijek ne nalaze ni na jednom od albuma i koje skupina "vjerojatno neće nikad više izvoditi uživo".

## Članovi
- Ivan Čuka – gitara
- Matej Hanžek (ex Old Night) – bas-gitara
- Dejan Homolj – bas-gitara
- Vinko Golembiowski – bubnjevi
- Nenad Stošić – gitara
- Lizz-Lizz Trash (ex Super Sexy Flesh Eating Zombie Strippers) – vokal
- Dorijan (ex Monox) – gitara
- Lungs Green
- Kralj Zla
- Doli Šamarčina
- Mateo Davidović-bass

## Diskografija
Diskografija:

### Studijski albumi
- Uma Thurman (2011., Fat Brek)
- I Am the High Fucking Priestess (2014., Fat Brek)

## Ostalo
The UMA je naziv tročlanog britanskog pop-rock benda.

## Vanjske poveznice
- Facebook
- YouTube
- BandCamp
- Discogs
- SoundGuardian  Arhivirana inačica izvorne stranice od 9. ožujka 2021. (Wayback Machine)
- SoundCloud